# Miriam Mehler
Miriam Mehler (Barcelona, 15 de setembro de 1935) é uma atriz e dubladora espanhola, naturalizada brasileira.

## Biografia
Filha de judeus, estes fugiram em 1930 para Barcelona, na Espanha, onde a atriz nasceu em 1935, por causa da perseguição nazista na Alemanha, onde seus pais viviam. A família mudou-se para o Brasil quando a atriz tinha três anos de idade, em 1938, fixando residência em São Paulo.
Foi casada com o ator Cláudio Marzo de 1964 até 1967, com o ator Perry Salles de 1968 a 1972, com quem teve seu único filho, Rodrigo Mehler Salles, nascido em 1969 e falecido em 1990 em um acidente de moto. Seu terceiro e último marido foi o ator Ênio Gonçalves, com quem permaneceu junto de 1974 a 1976. Após a separação manteve outros relacionamentos, mas não quis casar-se novamente.
Formou-se pela Escola de Arte Dramática (EAD), em 1957. Miriam integrou a montagem de Eles Não Usam Black-Tie, em 1958, peça de Gianfrancesco Guarnieri. No mesmo ano, no Teatro Brasileiro de Comédia (TBC), está no elenco de em Um Panorama Visto da Ponte, prestigiada montagem de Alberto D'Aversa. Ainda em 1958, ganha o Prêmio Associação Paulista de Críticos Teatrais (APCT), de atriz revelação por A Lição, de Eugène Ionesco, sob a direção de Luís de Lima.
Em 1959, atuou em O Anjo de Pedra, de Tennessee Williams, dirigido por Benedito Corsi. No ano seguinte, faz uma incursão no Pequeno Teatro de Comédia, em As Feiticeiras de Salém, de Arthur Miller, malograda encenação de Antunes Filho. Em 1962, sob a direção de Flávio Rangel, integra o elenco de A Escada, de Jorge Andrade, encerrando sua estadia no TBC.
A partir de 1963 liga-se ao Teatro Oficina, participando  de Quatro Num Quarto, de Valentin Kataev, direção de Maurice Vaneau; e Pequenos Burgueses, de Máximo Gorki, e Andorra, de Max Frisch, direções de José Celso Martinez Corrêa que a ajudam a firmar-se no panorama artístico paulistano.
Numa experiência inovadora, percorre sindicatos com a montagem de Quando As Máquinas Param, bem-sucedido espetáculo de Plínio Marcos, em 1967 e 1968. No ano seguinte, juntamente com seu marido Perry Salles, constrói o Teatro Paiol, nele estreando À Flor da Pele, texto que lança a dramaturga Consuelo de Castro, em encenação de Flávio Rangel. Com o mesmo diretor obtém, no ano seguinte, grande sucesso em Abelardo e Heloísa, texto de Ronald Millar, que trata da conflituosa relação dos amantes medievais condenados pela moral da época.
Em 1974, sob a condução de Antunes Filho, cria a Ritinha de Bonitinha, mas Ordinária, em São Paulo, texto de Nelson Rodrigues que acrescenta novo trunfo em sua carreira. No mesmo ano, Greta Garbo, Quem Diria, Acabou no Irajá, ao lado de Raul Cortez, é uma oportunidade de comédia propiciada pelo texto de Fernando Mello. Em 1975, aceitando uma sugestão de Ademar Guerra, produz e interpreta Salva, de Edward Bond, montagem impactante que não conhece o calor da platéia.
Melhor sorte lhe reserva, ainda em 1975, participando de Absurda Pessoa, de Alan Ayckbourn, cuja direção de Renato Borghi contribui para levar o empreendimento a bom termo; e integrando Um Grito Parado no Ar, de Gianfrancesco Guarnieri, com direção de Fernando Peixoto, numa produção da companhia de Othon Bastos, texto representante do teatro de resistência.
Em 1976 defronta-se com outra significativa criação, a montagem de Emílio Di Biasi para A Moratória, de Jorge Andrade. O Diário de Anne Frank, de Frances Goodrich e Albert Hackett, em 1977, com direção de Antônio Mercado, volta a comover as platéias. Com o mesmo diretor, em 1978, produz e interpreta O Grande Amor de Nossas Vidas, de Consuelo de Castro.
Em 1985, novamente sob o comando de Flávio Rangel, produz e interpreta A Herdeira, baseado na novela de Henry James.
Com Emílio Di Biasi volta a envolver-se em duas criações acima da média: Doce Privacidade, inteligente texto de Noel Coward, em 1986 e em 1987, O Tempo e a Vida de Carlos e Carlos. Oportunidades asseguradas para exprimir seu talento, Miriam encontra em O Tributo, de Bernard Slade, direção de Antônio Mercado, em 1987; Cara e Coroa, de A. R. Gurney, em 1988, direção de José Renato e, em 1990, numa nova montagem de Pequenos Burgueses, desta feita conduzida por Jorge Takla. Sob a direção de Sérgio Mamberti volta ao contexto dramático nacional, em Luar em Branco e Preto, obra de Lauro César Muniz encenada em 1992.
Integra espetáculos com tendências experimentais e preocupações com a linguagem artística: Dindinho Coração da Mamãe, texto de Ilder Miranda que encontra em Roberto Lage um sensível encenador, 1993; El Dia Em Que Me Quieras, de José Ignácio Cabrujas, venezuelano que trata da saga de Carlos Gardel, direção de Antônio Mercado, 1994, e Mary Stuart, de Schiller, montagem de Gabriel Villela, que destaca Renata Sorrah e Xuxa Lopes nos desempenhos centrais, 1996. Em 1998 a atriz defronta-se com a última criação de Arthur Miller, Vidros Partidos, em delicada criação conduzida por Iacov Hillel.
A atriz participou de inúmeras montagens no Teatro de Arena e ao Teatro Oficina e trabalhou em incontáveis telenovelas na televisão brasileira. Miriam fundou o Teatro Paiol, onde  produziu montagens significativas nos anos 1970 e 1980.

## Filmografia

### Televisão
| Ano  | Título                             | Personagem           | Notas                                  | Emissora          |
| ---- | ---------------------------------- | -------------------- | -------------------------------------- | ----------------- |
| 1957 | Grande Teatro Tupi                 | —                    | Episódio: "Anúncio Feito à Maria"      | Rede Tupi         |
| 1958 | Grande Teatro Tupi                 | —                    | Episódio: "Capitão Veneno"             | Rede Tupi         |
| 1958 | Grande Teatro Tupi                 | —                    | Episódio: "Iaiá Garcia"                | Rede Tupi         |
| 1958 | Sétimo Céu                         | Diana                |                                        | Rede Tupi         |
| 1959 | Mulherzinhas                       | —                    |                                        | Rede Tupi         |
| 1959 | Grande Teatro Tupi                 | —                    | Episódio: "Os Espectros"               | Rede Tupi         |
| 1963 | Família Walita                     | Filha                |                                        | Rede Tupi         |
| 1964 | Marcados pelo Amor                 | Lisa                 |                                        | RecordTV          |
| 1965 | A Grande Viagem                    | Elisa                |                                        | TV Excelsior      |
| 1965 | E a Primavera Chegou               | —                    |                                        | TV Excelsior      |
| 1965 | Somos Todos Irmãos                 | Alice                |                                        | RecordTV          |
| 1966 | Redenção                           | Ângela               |                                        | TV Excelsior      |
| 1967 | Paixão Proibida                    | Dorotéia             |                                        | Rede Tupi         |
| 1968 | Ana                                | Sônia                |                                        | RecordTV          |
| 1969 | A Cabana do Pai Tomás              | Bárbara              |                                        | Rede Globo        |
| 1970 | Tilim                              | Lina                 |                                        | RecordTV          |
| 1971 | Editora Mayo, bom dia              | Cláudia              |                                        | RecordTV          |
| 1972 | O Príncipe e o Mendigo             | Lady Edith           |                                        | RecordTV          |
| 1976 | Planeta dos Homens                 | —                    |                                        | Rede Globo        |
| 1978 | O Direito de Nascer                | Graziela             |                                        | Rede Tupi         |
| 1980 | Drácula, uma História de Amor      | Beata Lupércia       |                                        | Rede Tupi         |
| 1980 | Cabaret Literário                  | —                    | TV Cultura                             |                   |
| 1982 | Os Imigrantes - Terceira Geração   | Renata               |                                        | Rede Bandeirantes |
| 1983 | Braço de Ferro                     | Fátima               |                                        | Rede Bandeirantes |
| 1988 | Vida Nova                          | Fanny                |                                        | Rede Globo        |
| 1989 | Cortina de Vidro                   | Sílvia               |                                        | SBT               |
| 1990 | A História de Ana Raio e Zé Trovão | —                    |                                        | Rede Manchete     |
| 1991 | Mundo da Lua                       | Princesa Isabel      | Episódio: "A Pluma da Princesa Isabel" | TV Cultura        |
| 1994 | As Pupilas do Senhor Reitor        | Rosa                 |                                        | SBT               |
| 1996 | Colégio Brasil                     | Olga                 |                                        | SBT               |
| 1997 | Canoa do Bagre                     | Albertina            |                                        | RecordTV          |
| 1998 | Fascinação                         | Guiomar              |                                        | SBT               |
| 2002 | Pequena Travessa                   | Helena Miranda       |                                        | SBT               |
| 2004 | A Escrava Isaura                   | Gioconda Albuquerque |                                        | RecordTV          |
| 2006 | Cristal                            | Purificação          |                                        | SBT               |
| 2009 | Tudo Novo de Novo                  | Dona Helena          | 4 episódios                            | Rede Globo        |
| 2011 | Insensato Coração                  | Lurdes               |                                        | Rede Globo        |
| 2011 | Força-Tarefa                       | Dona Norma           | Episódio: "10 de novembro"             | Rede Globo        |
| 2016 | O Negócio                          | Bibi Milionária      | Episódio: "Biografia"                  | HBO Brasil        |
| 2017 | A Grande Viagem                    | Senhora alemã        | 1 episódio                             | TV Brasil         |
| 2023 | Companhias do Teatro Brasileiro    | Ela mesma            | Episódio: "Teatro de Arena"            | Curta!            |

### Cinema
| Ano  | Título                       | Personagem      | Notas           |
| ---- | ---------------------------- | --------------- | --------------- |
| 1960 | Cidade Ameaçada              | —               |                 |
| 1968 | O Bandido da Luz Vermelha    | Vitima          |                 |
| 1969 | A Cama ao Alcance de Todos   | A Esposa        |                 |
| 1970 | Juliana do Amor Perdido      | —               |                 |
| 1974 | Mestiça, a Escrava Indomável | Mimosa          |                 |
| 1980 | Ato de Violência             | Psicóloga       |                 |
| 1982 | Dôra Doralina                | Mulher          |                 |
| 1985 | Mulheres da Terra            | Narradora       | Documentário    |
| 2007 | Chega de saudade             | Nice            |                 |
| 2011 | Beatriz e a Velha Senhora    | Senhora         | Curta-metragem  |
| 2012 | Entre Nós                    | Jeanete         | Curta-metragem  |
| 2014 | Ruído de Passos              | Cândida Raposo  | Curta-metragem  |
| 2018 | Querido Embaixador           | Elise Stern     |                 |
| 2022 | Cordialmente Teus            | Guiomar         |                 |
| 2023 | Lenita                       | Ela mesma       | Documentário    |
| 2024 | As Aparecidas                | Amiga de Otília | Em pós-produção |

## Teatro[9]
- O Anúncio Feito a Maria (1955)
- As Três Irmãs (1956)
- Quatro Pessoas Passam Enquanto as Lentilhas Cozinham (1957)
- Os Apaixonados Pueris (1957)
- A Bilha Quebrada (1957)
- Eles Não Usam Black-Tie (1958)
- Um Panorama Visto da Ponte (1958)
- Rua São Luiz, 27 - 8º Andar (1958)
- Á Margem da Vida (1958)
- A Lição (1958)
- O Anjo de Pedra (1959-1960)
- Idade Perigosa (1960)
- As Feiticeiras de Salém (1960)
- De Repente no Verão Passado (1960-1961)
- A Escada (1961)
- Quatro num Quarto (1962)
- As Visões de Simone Machard (1962)
- Eles Não Usam Black-Tie (1962)
- Pequenos Burgueses (1963)
- Toda Donzela Tem Um Pai que É Uma Fera (1964)
- Andorra (1964)
- Amoresque (1965)
- Toda Donzela Tem Um Pai que É Uma Fera (1965)
- Quatro num Quarto (1967)
- Quando as Máquinas Param (1967-1968)
- À Flor da Pele (1969, 1973)
- Abelardo e Heloísa (1971-1972)
- Rio de Janeiro - Verso e Reverso (1971)
- Bonitinha, mas Ordinária (1974)
- Greta Garbo, Quem Diria, Acabou no Irajá (1974)
- Salva (1974-1975)
- Absurda Pessoa (1975)
- Um Grito Parado no Ar (1975)
- O Leito Nupcial (1976)
- Os Parceiros (1976-1977)
- O Diário de Anne Frank (1977)
- O Grande Amor de Nossas Vidas (1978)
- Tem Um Psicanalista na Nossa Cama (1980)
- Viva Sem Medo Suas Fantasias Sexuais (1982)
- O Leito Nupcial (1983)
- A Noite das Mal Dormidas (1983)
- Não Explica que Complica (1984)
- A Herdeira (1985)
- Doce Privacidade (1986)
- Liberdade, Liberdade (1987)
- O Tempo e a Vida de Carlos e Carlos (1987)
- Tributo  (1987)
- Cara e Coroa (1988)
- Pequenos Burgueses (1990)
- Luar em Preto e Branco (1992)
- Dindinho do Coração da Mamãe (1993)
- El Dia Em Que Me Quieras (1994)
- Mary Stuart (1996)
- Vidros Partidos (1998)
- Visão Cega (2000)
- Nossa Vida em Família (2002)
- Diálogo com a Mãe (2003)
- Bidu Sayão: Uma Homenagem (2004)
- Eu Estava em Minha Casa e Esperava que a Chuva Chegasse (2007)
- Mãe É Karma! (2009)
- A Última Sessão (2014-2015)
- Fora do Mundo (2017)
- A Porta da Frente (2018)
- Romeu & Julieta 90 (2019)
- A Herança (2023)

## Prêmios e indicações
| Ano  | Premiação                       | Nomeação                 | Obra             | Resultado | Ref                  |
| ---- | ------------------------------- | ------------------------ | ---------------- | --------- | -------------------- |
| 1958 | APCA                            | Melhor Atriz Revelação   | A Lição          | Venceu    |                      |
| 1966 | Troféu Imprensa                 | Melhor Atriz Coadjuvante | Redenção         | Venceu    |                      |
| 1966 | Troféu Imprensa                 | Melhor Atriz             | Redenção         | Indicado  |                      |
| 2009 | Festival de Cinema de Cartagena | Melhor Atriz Coadjuvante | Chega de Saudade | Venceu    |                      |
| 2017 | Prêmio Shell                    | Melhor Atriz             | Fora do Mundo    | Venceu    | [ 10 ] [ 11 ] [ 12 ] |
| 2022 | Prêmio APTR                     | Homenagem                | Conjunto da Obra | Venceu    | [ 13 ]               |
| 2023 | Prêmio Bibi Ferreira            | Melhor Atriz Coadjuvante | A Herança        | Venceu    | [ 14 ]               |